# 우산아카시아나무
우산아카시아나무(학명: Vachellia tortilis)는 아프리카의 사바나 기후에서 자라는 대표적인 식물로 콩과 미모사아과 바첼리아속에 속한다. 중앙아프리카에서 남아프리카에 이르는 사바나 기후 지대와 사헬, 중동에 이르기까지 넓은 곳에서 서식한다. 과거 아카시아나무로 혼동되어 아카시아속에 분류되었으나, 이후 조사를 거쳐 다시 바첼리아속으로 편입되었다. 높이는 21m까지 자라며, 잎은 우듬지에만 우산 모양으로 빽빽하게 난다.